# Romain Habran
Romain Jacques Habran (* 14. Juni 1994 in Villeneuve-la-Garenne) ist ein französischer Fußballspieler. Er besitzt auch die Staatsbürgerschaft von Martinique.

## Karriere

### Verein
Romain Habran erlernte das Fußballspielen in der Jugend von Paris Saint-Germain. Als Jugendspieler bestritt er ein Spiel für Paris Saint-Germain B. Seinen ersten Vertrag unterschrieb er am 1. Juli 2013 bei der zweiten Mannschaft von Paris Saint-Germain. Die Saison 2014/15 wurde er an den Zweitligisten FC Sochaux ausgeliehen. Für den Verein aus Sochaux bestritt er 23 Zweitligaspiele. Der ebenfalls in der zweiten Liga spielenden Stade Laval aus Laval lieh ihn die Saison 2015/16 aus. Hier bestritt 26 Zweitligaspiele. Die Rückrunde der Saison 2016/17 spielte er auf Leihbasis beim US Boulogne. Mit dem Verein aus Boulogne-sur-Mer spielte er 13-mal in der dritten Liga. Nach Vertragsende in Paris wechselte er im Januar 2018 nach Belgien. Hier unterschrieb er in Antwerpen einen Vertrag beim Erstligisten Royal Antwerpen. Nach zwei Erstligaspielen ging er im August 2018 nach Israel. Hier unterschrieb er einen Vertrag beim Erstligisten MS Aschdod. Nach einer Spielzeit, in der er 24 Ligaspiele bestritt, wechselte er im Juli 2019 nach Spanien. Hier spielte er für die Drittligisten Gimnàstic de Tarragona und UD Melilla. Von Ende August 2020 bis Mitte Januar 2021 war er vertrags- und vereinslos. Am 14. Januar 2021 verpflichtete ihn der litauische Erstligist FK Sūduva. Am Ende der Saison 2021 feierte er mit dem Verein aus Marijampolė die litauische Vizemeisterschaft. Ende Januar 2022 kehrte er nach Israel zurück. Hier spielte er bis Mitte 2024 für die Zweitligisten Hapoel Afula, Hapoel Akko und SC Kfar Qasem. Im Sommer 2025 zog es ihn nach Asien. Hier unterschrieb er in Ratchaburi einen Vertrag beim thailändischen Erstligisten Ratchaburi FC. 13 Tage nach seiner Verpflichtung wurde der Vertrag wieder aufgelöst.

### Nationalmannschaft
Romain Habran spielte 2015 zweimal für die französische U20-Nationalmannschaft. 

## Erfolge
FK Sūduva
- Litauischer Vizemeister: 2021